# Immer mit einem anderen
Immer mit einem anderen ist eine US-amerikanische Filmkomödie aus dem Jahr 1964.

## Handlung
Die junge reiche Witwe Louisa May möchte ihr Vermögen loswerden und deshalb dem Staat 210 Millionen Dollar schenken. Dies führt dazu, dass sie in psychiatrische Behandlung überführt wird. Hier wird von Dr. Stephanson behandelt und sie erzählt ihm ihr Leben.
Louisa May ist in armen Verhältnissen in einem kleinen Ort in Ohio aufgewachsen. Ihre Mutter möchte, dass sie reich heiratet, und ist  hocherfreut, als sich der reichste Junggeselle der Stadt um sie bemüht. Louisa May will jedoch ein einfaches Leben führen und ist nicht an Leonard Crawley interessiert. Stattdessen verliebt sie sich in den trotteligsten Mann der Stadt. Edgar Hopper versucht nach den Prinzipien Henry Thoreaus zu leben. Dies passt der jungen Dame sehr ins Konzept. Edgar verspricht ihr, nie zu versuchen es zu etwas zu bringen. Sie heiraten und als der eifersüchtige Leonard Crawley sich über das in Einfachheit lebende Paar lustig macht, wächst in Edgar der Ehrgeiz. Er entwickelt aus seinem Trödelladen einen Kaufhausgiganten. Als er es geschafft hat, Crawley mit seinem Kaufhaus zu vernichten, stirbt er an Überarbeitung. Die junge Witwe ist plötzlich Millionärin ohne es gewollt zu haben.
Louisa May geht daraufhin nach Paris, wo sie sich in den Maler Larry Flint verliebt. Flint findet nichts widerwärtiger als den amerikanischen Kapitalismus. Louisa meint endlich einen Partner gefunden zu haben, der nicht nach Geld strebt. Anfangs möchte auch niemand seine Bilder kaufen. Als jedoch durch die Mithilfe Louisas seine von mechanischen Apparaturen gefertigten Gemälde plötzlich Erfolg haben, entfernt auch Larry sich von ihr und kommt darin um. Louisa erbt weitere Millionen.
Sich schuldig fühlend verlässt Louisa Paris und trifft am Flughafen auf den Ahornsirupmillionär Rod Anderson Jr., der seinen Reichtum nicht erarbeitet, sondern geerbt hat. Dies macht ihr Hoffnung, da sie glaubt, dass dieser es nicht mehr nötig hat, dem Geld hinterherzujagen. Nach der Hochzeit verbringen sie ihre Zeit auch nur auf Partys und sind glücklich. Als Anderson jedoch feststellt, dass ohne seine Entscheidungen sein Reichtum sich verdreifacht hat, macht er sich auf, den Schuldigen in seinem Firmenimperium zu suchen. Louisa erkennt jedoch früh genug, dass auch Rod sich eher nach einem einfachen Leben sehnt und kann ihn dazu überreden, all seine Firmen zu verkaufen und sich als Farmer niederzulassen. Doch auch als Farmer entkommt Rod nicht seinem Schicksal. Er wird getötet, als er eine Kuh melken will, dabei jedoch auf einen Stier trifft. Louise erbt weitere 150 Millionen.
Louisa möchte nun nie wieder heiraten, da sie glaubt, ihren Ehemännern Unglück zu bringen. In einer Bar trifft sie auf den Sänger und Tänzer Pinky Benson. Der tritt in einem billigen Lokal im Clownskostüm auf. Er hat keinen Ehrgeiz und wird auch vom Publikum kaum beachtet. Sie verliebt sich in ihn und heiratet erneut. Sie leben glücklich auf einem heruntergekommenen Hausboot. Als Pinky Geburtstag veranstaltet Louisa eine Party für ihn. Aus Zeitgründen überredet sie den Besitzer des Lokals, dass Pinky einmal ohne Clownskostüm auftreten darf und siehe da, plötzlich hat er Erfolg und die Menschen hören ihm zu. Er startet daraufhin eine Traumkarriere am Broadway und wird schließlich zum erfolgreichen Hollywoodstar. Bei einer Filmpremiere wird er von der Horde wartender Fans zu Tode getrampelt und Louisa ist erneut Witwe und erneut um einige Millionen reicher. Um diesem unglücklichen Leben ein Ende zu machen, will sie die Millionen dem Staat schenken. Ihr Psychiater versucht sie zu überreden dies nicht zu tun und stattdessen ihn zu heiraten. Er würde sich gern opfern. Sie lehnt jedoch ab, da sie nicht in ihn verliebt sei. Stattdessen trifft sie erneut auf den mittlerweile heruntergekommenen Leonard Crawley, der durch Edgar Hopper auf die Theorien von Henry Thoreau gestoßen ist und glücklich mit seinem Leben als Putzhilfe ist. Sie heiraten und werden eine glückliche Familie mit vier Kindern.

## Hintergrund
Der Film ist die erste Produktion von Arthur P. Jacobs, der bis dahin eine erfolgreiche PR-Agentur in Los Angeles geführt hat. Gene Kelly hatte ihn dazu überredet diesen Film zu produzieren. Der Film wurde dann zu einer One-Woman-Show von Shirley MacLaine, die in fast jeder Szene des Films zu sehen ist und die gesamte Bandbreite ihres Talent zeigen konnte. Die glückliche Zeit ihrer jeweiligen Ehe wurde durch Persiflagen auf unterschiedliche Filmstile dargestellt. Ihre erste Ehe mit Edgar Hopper im Stile alter Stummfilme, die zweite Ehe mit Larry Flint im Stile des intellektuellen französischen Films, ihre dritte Ehe mit dem Millionär Rod Anderson im Stile der 1930er Jahre Ausstattungsfilme und ihre Ehe mit dem Tänzer Pinky im Stile der großen Hollywood Musical Revuen. Shirley MacLaine erhielt dazu eine Großzahl an Kostüme, die von Edith Head entworfen wurden. Außerdem erhielt sie 72 verschiedene Frisuren.

## Kritiken
- Lexikon des internationalen Films: Amüsante Komödie.

## Auszeichnungen
Der Film wurde 1965 in den Kategorien Bestes Szenenbild und Beste Kostüme für einen Oscar nominiert.